# Камбана
Камбаната е просто устройство за произвеждане на звук. В музиката се класифицира като музикален перкусионен инструмент.
Обикновено има форма на кух цилиндър или пресечен конус с един отворен край, който резонира, щом бъде ударен. Инструментът, с който се нанасят ударите, може да бъде окачено в камбаната парче метал, наречено език, метална сачма, затворена в обема на камбаната, или отделен чук.
Камбаните обикновено се отливат от метал (бронз или друга сплав), някои малки камбанки се правят от стъкло или керамика.